# LRT (싱가포르)

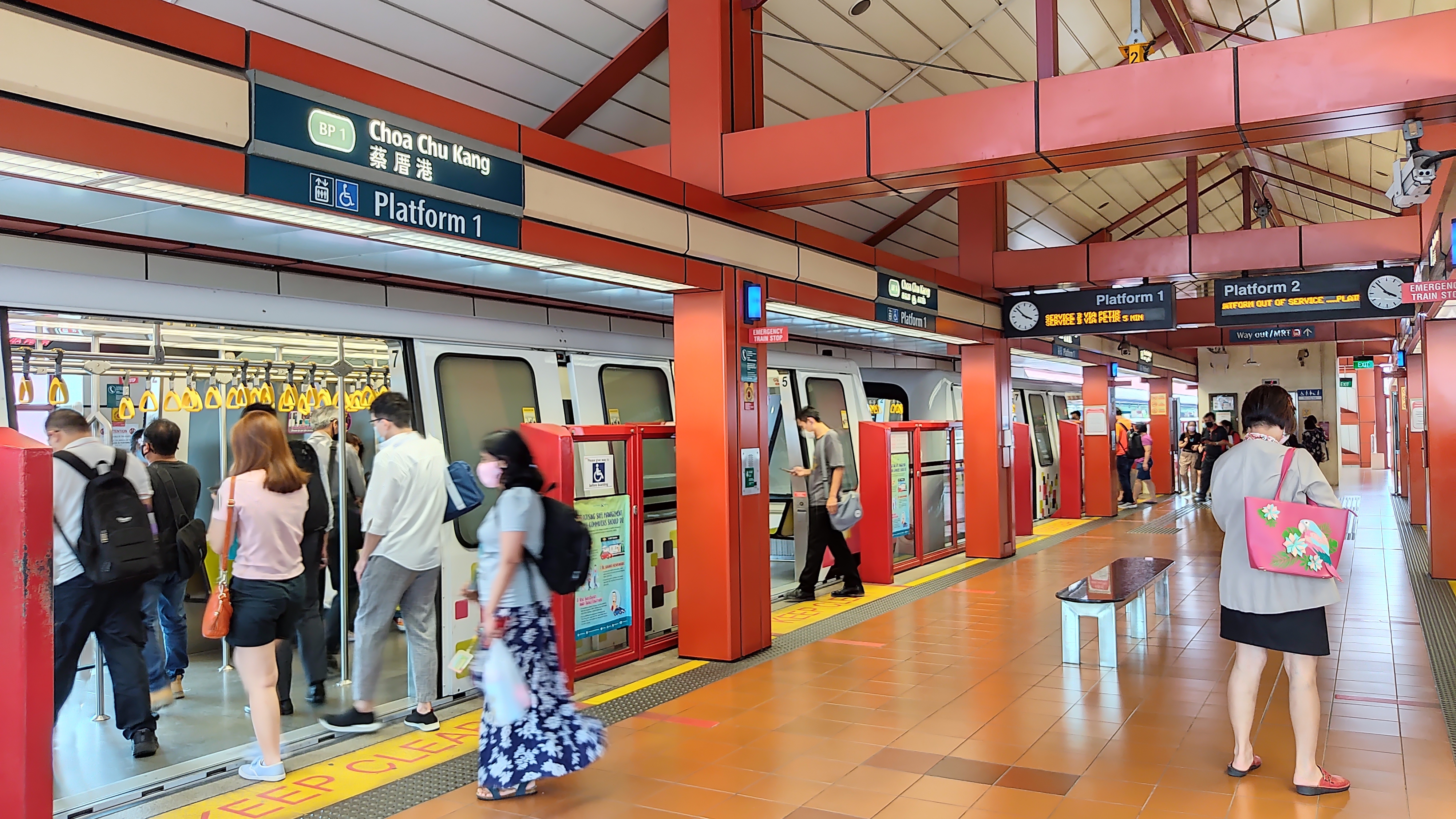
초아추캉역

라이트 레일 트랜싯(영어: Light Rail Transit), 간단히 LRT는 싱가포르의 라이트 레일 시스템이다. 싱가포르의 3개 LRT 노선이 완공됨에 미래에 추가 LRT 네트워크를 구축할 계획이 현재 없다.